# Giorgio Otranto
Giorgio Otranto (Corigliano Calabro, 19 settembre 1940 – Bari, 5 gennaio 2023) è stato uno storico italiano del cristianesimo, fondatore del Centro studi micaelici e garganici di Monte Sant'Angelo.

## Biografia
Fu professore ordinario di Storia del cristianesimo e delle chiese presso la Facoltà di Lettere e Filosofia dell'Università degli Studi di Bari Aldo Moro, dal 1980 e Presidente nazionale della Consulta Universitaria per la Storia del Cristianesimo e delle Chiese (CUSSC) e dell'Associazione Internazionale per le Ricerche sui Santuari (AIRS). 
Fu direttore della rivista Vetera Christianorum, organo scientifico del Dipartimento di Studi classici e cristiani dell'Università di Bari; diresse, inoltre, collane editoriali di storia e archeologia (Quaderni di Vetera Christianorum, Scavi e ricerche, Bibliotheca Michaelica, Biblioteca Tardoantica).
Nel giugno 2013 ottenne il Premio Nazionale del Presidente della Repubblica per il 2012, assegnato dall'Accademia dei Lincei.

### Centro studi micaelici e garganici
Nel 1995 fondò il “Centro di studi micaelici e garganici” a Monte Sant'Angelo, come sede distaccata del Dipartimento di studi classici e cristiani dell'Università di Bari. In seguito divenne cittadino onarario della città dell'Arcangelo Michele.

### Attività di ricerca
La sua produzione scientifica comprese libri e contributi che trattano i diversi aspetti della storia del cristianesimo antico e altomedievale.
Un primo filone delle sue ricerche riguarda l'esegesi biblica dei Padri della Chiesa, costantemente letta nella prospettiva di ricostruire la storia delle comunità cristiane, nei loro rapporti, in prima istanza, con ebrei e pagani. 
Particolarmente interessato ai rapporti tra ebrei e cristiani nei primi tre secoli, tradusse e commentò l’Adversus Iudaeos di Tertulliano ricostruendo, anche sulla base del materiale epigrafico, la presenza degli ebrei a Cartagine tra II e III secolo.
I suoi studi si incentrano sul modo di sentire e sull'atteggiamento dei cristiani dei primi secoli ed hanno approfondito la questione del sacerdozio femminile, aprendo nuove e diverse prospettive su questioni ritenute in passato ormai definitivamente risolte. Su tale argomento e sull'interpretazione dell'arte cristiana, nell'ottobre 1991, ha svolto lezioni, seminari e conferenze in numerose Università americane (Università di Madison, Minneapolis, Chicago, Washington, Boston) in qualità di visiting professor.
In ambito agiografico, ha analizzato il Martirologio geronimiano, alla luce di risultati di scavi e della tradizione orale. 
Ha approfondito in maniera particolare l'origine del culto di S. Michele sul Gargano e la sua diffusione in Occidente, ricostruendo il passaggio dai culti pagani al cristianesimo, la storia dei rapporti intercorsi tra i Longobardi di Benevento e il santuario garganico tra VII e XI secolo, il formarsi di una tipologia di santuario micaelico, l'esportazione di tale modello nell'Italia e nell'Europa medievali, in particolare a Mont-Saint-Michel in Francia.
Studiò la tipologia dei santuari, la evoluzione della concezione del pellegrinaggio e i rapporti tra pellegrinaggio e santuari tra tarda antichità e Medioevo, contribuendo alla realizzazione del censimento dei santuari cristiani d'Italia insieme a Gabriele De Rosa, Sofia Boesch Gajano, André Vauchez e Giorgio Cracco. L'AIRS si propone la pubblicazione della collana Santuari d'Italia su base regionale, di cui è già stato pubblicato il volume sul Lazio.
Con metodologia interdisciplinare, ha indagato alcuni aspetti della religiosità popolare in epoca medievale e moderna, con particolare riferimento alle edicole religiose, alle cosiddette insegne dei pellegrini e alla organizzazione delle “compagnie”.
Un altro filone della sua produzione scientifica è incentrato sull'approfondimento dell'iconografia cristiana delle origini, suggerendo nuove interpretazioni in merito alla raffigurazione di alcune scene bibliche e di alcuni personaggi, e prospettando nuove ipotesi in merito alla vexata quaestio dell'origine dell'arte cristiana. 
Sviluppò indagini sulle origini del cristianesimo in Italia meridionale, culminate nella pubblicazione di un volume (Per una storia dell'Italia tardo antica cristiana), che ricostruisce la cristianizzazione del territorio, il configurarsi della gerarchia ecclesiastica e la formazione dei distretti diocesani, disegnando un quadro della presenza cristiana abbastanza ampio e articolato e mostrando molto interesse per le piccole comunità periferiche, per tutti gli aspetti del vissuto cristiano e per la cristianizzazione delle campagne. 
Diede vita a una serie di ricerche internazionali sui culti di San Michele e San Nicola, che hanno aggregato specialisti di tutta Europa e hanno prodotto un proficuo scambio di esperienze scientifiche e metodologiche e diversi volumi, pubblicati nelle Collane dell'École, in Bibliotheca Michaelica e in Nicolaus. Studi storici. 
Per la collaborazione dell'Università degli studi di Bari con l'Argentina, di cui è stato promotore, fondò la Collana di studi Sodalitas, di cui sono comparsi cinque volumi miscellanei e realizzò una serie di iniziative finalizzate al recupero della italianità nelle comunità di italiani di seconda, terza e quarta generazione residenti in Argentina.

### Morte
Morì a 82 anni il 5 gennaio 2023 a Bari dopo un'emorragia cerebrale.

## Opere

### Studi
- Giudei e cristiani a Cartagine tra II e III secolo. L'Adversus Iudaeos di Tertulliano, Bari 1975, pp. 172.
- Alle origini cristiane. L'esegesi biblica di Giustino martire, Bari 1976, pp. 166.
- Le comunità cristiane dell'Apulia negli atti conciliari e nelle epistole pontificie dei secoli IV-VI (314-590), Bari1  1977 pp. 126.
- Esegesi biblica e storia in Giustino, Bari 1979, pp. 281.
- Italia meridionale e Puglia paleocristiane. Saggi storici, Bari 1991, pp. 330.
- Per una storia dell'Italia tardoantica cristiana, Bari 2009, pp. 693.
- G. Otranto – C. Carletti, Il Santuario di S. Michele Arcangelo sul Gargano dalle origini al X secolo, Bari 1990, pp. 124.
- G. Otranto – F. Raguso – M. D'Agostino, S. Michele Arcangelo. Dal Gargano ai confini Appulo-Lucani, Modugno 1990, pp. 190

### Curatele
- C. Carletti – G. Otranto (a cura di), Il santuario di S. Michele sul Gargano dal VI al IX secolo. Contributo alla      storia  della Langobardia meridionale. Atti del Convegno (Monte Sant'Angelo, 9-10 dicembre 1978), Bari 1980.
- G. Otranto (a cura di), San Nicola di Bari e la sua Basilica. Culto, arte, tradizione, Volume ufficiale del IX Centenario della traslazione delle reliquie di San Nicola, Milano 1987,
- C. Carletti – G. Otranto (a cura di), Culto e insediamenti micaelici nell'Italia meridionale fra tarda antichità e medioevo. Atti del Convegno Internazionale (Monte Sant'Angelo, 18-21 novembre 1992), Bari 1994.
- G. Dammacco – G. Otranto (a cura di), Profili giuridici e storia dei santuari cristiani in Italia. Atti del IX Convegno di Studi Il censimento dei santuari tra dinamiche istituzionali e devozione popolare (Bari, 3-4 aprile 2003), Bari 2004.
- G. Otranto (a cura di), La cooperazione tra l'Ateneo di Bari e le Università argentine, Bari 2003.
- P. Bouet – G. Otranto – A. Vauchez (éds.), Culte et pélerinages à saint Michel en Occident. Les trois Monts dédiés à l'archange (Actes du Centre culturel international de Cerisy-la-Salle, 27-30 septembre 2000), Rome 2003.
- G. Otranto – A. Luisi – A. Álvarez Hernández (a cura di), Le Università di Bari e Mar del Plata in dialogo. Ricerca umanistica e identità culturale, Bari 2004.
- P. Bouet – G. Otranto – A. Vauchez (a cura di), Culto e santuari di san Michele nell'Europa medievale. Culte et sanctuaires de saint Michel dans l'Europe médiévale, Atti del Convegno internazionale di studi (Bari-Monte Sant'Angelo, 5-8 aprile 2006), Bari 2007.
- G. Otranto – I. Aulisa (a cura di), Sulle ali dell'angelo dal Gargano all'Europa, Bari 2008.
- Zambarbieri – G. Otranto (a cura di), Cristianesimo e democrazia, Bari 2011.
- A. Álvarez Hernández – A. Campione – G. Otranto (a cura di), Italia e Argentina. Itinerari di ricerca dall'antichità all'epoca della globalizzazione, Bari 2011.[4]

## Mostre
- Vicoli e santi. S. Nicola nelle edicole religiose della città vecchia di Bari, Bari 1982.
- Cento itinerari più uno in Puglia, a cura di G. Otranto, Bari 2007.
- I tre monti consacrati a San Michele. Storia e iconografia. Mostra fotografica a cura di G. Otranto – A. Laghezza – A. Moro, Bari 2008; Mont Saint-Michel 2009; Sacra di San Michele (Valle di Susa) 2009; Torino 2009; Novara 2009; Le Puy en Velay 2010.
- Cento itinerari più due in Puglia, a cura di G. Otranto - A. Campione – A. Moro, Bari- Buenos Aires 2010

## Premi e riconoscimenti
- 2013 - Premio Nazionale del Presidente della Repubblica per il 2012, Accademia dei Lincei